# Stabławki
Stabławki (dawniej Kamińsk, niem.: Stablack, Kreis Preußisch Eylau) – osada w Polsce położona w województwie warmińsko-mazurskim, w powiecie bartoszyckim, w gminie Górowo Iławeckie.

## Historia
Wieś wymieniana w dokumentach już w 1414 r. pod nazwą Stabelauken, jako wieś czynszowa na prawie chełmińskich, na 40 włókach. Wojny z roku 1414 oraz wojna trzynastoletnia (1454-1466) kompletnie zniszczyły Stabławki. W XVI w. była zasiedlana ponownie. Kolonistami byli głównie Polacy.
W 1939 r. we wsi było 2050 mieszkańców. Mieszkańcami byli więźniowie i dozorcy więzienni. W czasie II wojny światowej w Stabławkach mieścił się jeden z największych w Prusach Wschodnich obozów jenieckich (Stalag I A Stablack). Przez ten obóz przewinęło się ponad 100 tysięcy jeńców różnych narodowości. Podobozy Stalagu I-A znajdowały się w wielu miejscowościach Prus Wschodnich.
Po 1945 powstało leśnictwo Stabławki. Początkowo po 1945 r. wieś zwyczajowo nazywano Kamińskiem, która później urzędowo. Nazwę Kamińsk utworzono przez przetłumaczenie na język polski staropruski rdzeń pierwotnej nazwy stabis, oznaczający kamień. Nazwy Kamińsk nie uwzględniał urzędowy spis miejscowości województwa olsztyńskiego z 1951 r. - była używana tylko lokalnie i nieoficjalnie. Ale już w czasie narodowego spisu powszechnego z 1970 r. nazwy Kamińsk użyto dla osady a Stabławkami nazwano pola położone wokół wsi.

## Turystyka
Przez wieś przebiega szlak rowerowy o długości 33 km. Jego trasa prowadzi przez następujące miejscowości: Górowo Iławeckie - Gałajny - Żywkowo - Toprzyny - Stabławki - Sigajny - Orsy - Pareżki - Kamińsk - Górowo Iławeckie.